# Liste des maires de Sceaux
La liste des maires de Sceaux présente la liste des maires de la commune française de Sceaux, située dans le département des Hauts-de-Seine en région Île-de-France.

## Liste des maires

### Entre 1790 et 1944
| Période         | Période       | Identité                                        | Étiquette                  | Qualité |
| --------------- | ------------- | ----------------------------------------------- | -------------------------- | --- |
| 7 février 1790  | 1791          | Richard Glot                                    |                            | Céramiste et graveur Propriétaire de la Manufacture de faïence de Sceaux                                          |
| 23 janvier 1791 | novembre 1791 | Olivier de Corancez                             |                            | Journaliste et écrivain Démissionnaire                                                                            |
| novembre 1791   | novembre 1791 | Jean-Louis Trévillier                           |                            | Démissionnaire, il est maire un seul jour uniquement                                                              |
| 1791            | 1812          | François Desgranges (1746-1812)                 |                            | Notaire royal |
| 1812            | 1822          | Jean-Baptiste Lavit de Clauzel                  |                            | |
| 1822            | 1825          | Louis-Théophile Barrois (1780-1851)             |                            | Imprimeur libraire                                                                                                |
| 1825            | 1827          | Nicolas Fauchat                                 |                            | |
| 1827            | 1830          | Jean-Baptiste Huat du Parc                      |                            | |
| 1830            | 1837          | Achille François Garnon                         | Centre gauche              | Notaire Député de la Seine (1834 → 1851) Démissionnaire                                                           |
| 1837            | 1846          | Jean-Baptiste Vandermarcq                       |                            | Agent de change                                                                                                   |
| 1846            | 1851          | Achille François Garnon                         | Centre gauche puis Droite  | Notaire Député de la Seine (1834 → 1851)                                                                          |
| 1851            | 1852          | Joseph Brice Armandier                          |                            | |
| 1852            | 1866          | César Frédéric Edmond Guyon                     |                            | |
| 1866            | 1878          | François Jules Cullerier (1820-1895)            |                            | Avoué de première instance Chevalier de la Légion d'honneur                                                       |
| 1878            | 1879          | Michel Charaire (1818-1907)                     |                            | Imprimeur, fondateur de l'Imprimerie de Sceaux Démissionnaire                                                     |
| 1879            | 1882          | Charles Grondard                                |                            | Démissionnaire |
| 1882            | 1884          | Charles Lesobre (1822-1899)                     |                            | |
| 1884            | 1887          | Charles Grondard                                |                            | |
| 30 avril 1887   | 1900          | Michel Charaire (1818-1907)                     |                            | Imprimeur, maire honoraire                                                                                        |
| 1900            | 1908          | Sylvain Château                                 | Libéral                    | Entrepreneur de travaux publics                                                                                   |
| 1908            | 1919          | Constant Pilate                                 | ARS                        | Chef d'escadron d'artillerie puis inspecteur des forts de la région de Palaiseau Député de la Seine (1919 → 1924) |
| 1919            | 1925          | Jean-Baptiste Bergeret de Frouville (1861-1937) | Concentration républicaine | Entrepreneur et ancien militaire de carrière                                                                      |
| 1925            | 1927          | Anatole Hentgen                                 | RG                         | Professeur au lycée Lakanal                                                                                       |
| 1927            | 1936          | Charles Leblanc                                 |                            | |
| 1936            | 1944          | André Deillon                                   |                            | Représentant de commerce, frigoriste aux halles de Paris                                                          |

### Depuis 1944
Depuis la Libération, quatre maires se sont succédé à la tête de la commune.
| Période      | Période                   | Identité                   | Étiquette                 | Qualité |
| ------------ | ------------------------- | -------------------------- | ------------------------- | --- |
| 25 août 1944 | mars 1959                 | Édouard Depreux,           | SFIO puis PSA             | Avocat Député de la Seine (1946 → 1958) Ministre de l'Intérieur (1946 → 1947) Ministre de l'Éducation nationale (1948 → 1948) Élu en 1945, réélu en 1947 et 1953                                                                                  |
| mars 1959    | 11 mars 1983              | Erwin Guldner, (1911-1997) | Centre droit puis UDF-CDS | Haut fonctionnaire, conseiller d'État Conseiller général de Sceaux (1967 → 1979) Vice-président du conseil général (1973 → 1979) Réélu en 1965, 1971 et 1977                                                                                      |
| 11 mars 1983 | 19 mars 2001              | Pierre Ringenbach          | UDF-CDS                   | Chef d’entreprise de l'agroalimentaire, adjoint au maire (1977 → 1983) Conseiller général de Sceaux (1985 → 1998) Vice-président du conseil général (1985 → 1998) Suppléant de Patrick Devedjian (1988 → 2002) Réélu en 1989 et 1995              |
| 19 mars 2001 | En cours (au 8 juin 2020) | Philippe Laurent           | UDF puis UDI              | Expert en gestion publique, professeur associé au CNAM Conseiller général de Sceaux (1998 → 2011) Conseiller régional (2015 → ) Président du CSFPT (2011 → ) Vice-président de l'EPT Vallée Sud Grand Paris (2016 → ) Réélu en 2008, 2014 et 2020 |

## Conseil municipal actuel
À l'issue du second tour des élections municipales, les 33 sièges composant le conseil municipal ont été pourvus. Actuellement, il est réparti comme suit :

## Résultats des élections municipales
Sceaux est une ville qui vote traditionnellement à droite aux scrutins municipaux et ce, depuis 1959, avec l'élection du MRP Erwin Guldner.
Avant cette date, la commune eut un maire socialiste en la personne d'Édouard Depreux : membre de la SFIO et fondateur du Parti socialiste autonome, il fut ministre sous la IVe République et député de la Seine et dirigea la commune d'août 1944 à mars 1959.